# ニルフェル・ベレディイェスポル女子バレーボールチーム
ニルフェル・ベレディイェスポル（Nilüfer Belediyespor）は、トルコのブルサ県ニルフェルを本拠地とするスポーツクラブチームである。2024/25シーズンはトルコ女子バレーボールリーグ1部に所属している。

## 歴史
1999年設立。バレーボール部門の他にサッカーにもクラブがある。2005年、ニルフェル・ベレディイェスポルの後援のもとでトルコの下部リーグから参戦し、2008/09シーズンからはトップカテゴリーのトルコ女子バレーボールリーグへ参戦した。2020/21シーズンのトルコリーグではレギュラーラウンドを21勝9敗で5位で通過し健闘みせ、最終的には7位となった。2022年にはVital Heynen氏を監督に招聘し、2022/23シーズンのトルコリーグではレギュラーラウンドを12勝11敗で通過し、最終的には5位となり過去最高成績を更新した。

## 主な成績
トルコリーグ
2022/23シーズン - 5位
 トルコカップ
- 2019年、2024年 - 5位

## 登録選手
2024-25年シーズンの登録選手は次の通り。
| 背番号 | 国籍/名前              | ポジション           | 身長 | 備考 |
| ------ | ---------------------- | -------------------- | ---- | ---- |
| 1      | Julia Szczurowska      | オポジット           | 1.90 |      |
| 3      | Selin Adalı            | リベロ               | 1.70 |      |
| 4      | Işıl Öz                | リベロ               | 1.76 |      |
| 5      | Ege Melisa Bükmen      | アウトサイドヒッター | 1.81 |      |
| 7      | Nazlı Eda Kafkas       | セッター             | 1.80 |      |
| 8      | Firdevs Kiremitçi      | ミドルブロッカー     | 1.93 |      |
| 12     | Ezgi Uludağ            | アウトサイドヒッター | 1.83 |      |
| 13     | Bilge Paşa             | ミドルブロッカー     | 1.91 |      |
| 15     | Hazal Selin Arifoğlu   | ミドルブロッカー     | 1.86 |      |
| 16     | Gizem Türegün          | アウトサイドヒッター | 1.81 |      |
| 17     | Selin Çalışkan         | セッター             | 1.83 |      |
| 19     | ボヤナ・ミレンコビッチ | アウトサイドヒッター | 1.85 |      |
| 21     | Zeynep Sıla Yaşar      | ミドルブロッカー     | 1.86 |      |

## 主な歴代所属選手
| - エスラ・ギュムシュ - ギョクチェン・デンケル - エルギュル・アブジュ - メリエム・ボズ - ポレン・ウスルペフリワン - ハティジェ・オルゲ - キュブラ・アクマン - ブーセ・ウナル - デニズ・ウヤヌク - サラ・ウィルハイト - アナ・カロリナ・ダシウバ - アンネ・バイス - エミリー・マグリオ | - パウラ・ニセティチ - インナ・マトベエワ - フリスティナ・ヴチコワ - マリア・ヨルダノワ - ドミニカ・ソボルスカ＝タラソバ - エレーヌ・ルソー - アレクサンドラ・ラジック - ルシール・ジケル - ミラグロス・カラー - ラウラ・クンズラー - ニコラ・ラドソバ - オレクサンドラ・ビチェンコ - オレクサンドラ・ミレンコ |